# Endasys patulus
Endasys patulus är en stekelart som först beskrevs av Henry Lorenz Viereck 1911.  Endasys patulus ingår i släktet Endasys och familjen brokparasitsteklar. Inga underarter finns listade i Catalogue of Life.